# Hitrádio North Music
Hitrádio North Music (dříve Hitrádio FM) je soukromá regionální rozhlasová stanice na území Ústeckého kraje. Stanice má formát AC a zaměřuje se na „mladé dospělé“.

## Historie
Stanice do 31. října 2021 vysílala pod názvem Hitrádio FM. To bylo rozděleno na mutaci pro Liberecký (Hitrádio Contact) a Ústecký kraj (Hitrádio North Music). Měla tři mutace - Hitrádio FM Labe, Hitrádio FM Most a Hitrádio FM Crystal. Tyto mutace vznikly původně ze tří samostatných rozhlasových stanic: Rádio Labe, Rádio Most a Rádio Crystal.

## Program
- 06:00 - Snídaně šampionů (Kateřina Pechová, Jirka Pelnář, David Jošt)
- 09:00 - Dopoledne s Hitrádiem North Music (Robert Gajderovič)
- 12:00 - PADLA (Aleš Lehký, Dan Rakaczký a Lucie Šlégr)
- 16:00 - Odpoledne s Hitrádiem North Music (Kateřina Haplová, 16:30 Martin Hranáč)
- 19:00 - 22:00 Hitrádio Club Classic (Michal Klein)
- Zpravodajství: Lucie Šlégr

Víkend s Hitrádiem North Music:
- 07:00 - Celoplošné HITRÁDIO (Leona Gyöngyösi)
- 13:00 - 18:00 Michal Baumruk, Tomáš Kočárník, Kateřina Sekalová, Hana Hejlová

## Vysílače
Hitrádio North Music je šířeno z následujících FM vysílačů:
| Vysílač        | Kmitočet  | Výkon (ERP) | Polarizace |
| -------------- | --------- | ----------- | ---------- |
| Terezín        | 90,5 MHz  | 0,1 kW      | vertikální |
| Chomutov       | 90,6 MHz  | 4 kW        | vertikální |
| Mělník         | 91,7 MHz  | 0,2 kW      | vertikální |
| Most           | 95,8 MHz  | 0,5 kW      | vertikální |
| Teplice        | 96,5 MHz  | 0,1 kW      | vertikální |
| Louny          | 96,8 MHz  | 0,2 kW      | vertikální |
| Litoměřice     | 99,5 MHz  | 0,5 kW      | vertikální |
| Most           | 99,6 MHz  | 0,2 kW      | vertikální |
| Ústí nad Labem | 102,8 MHz | 1 kW        | vertikální |
| Ústí nad Labem | 106,2 MHz | 0,2 kW      | vertikální |